# Amtsgericht Schöneck (Westpreußen)
Das Amtsgericht Schöneck war ein preußisches Amtsgericht mit Sitz in Schöneck (Westpreußen).

## Geschichte
Das königlich preußische Amtsgericht Schöneck wurde mit Wirkung zum 1. Oktober  1879 als eines von neun Amtsgerichten im Bezirk des Landgerichtes Danzig im Bezirk des Oberlandesgerichtes Marienwerder gebildet. Der Sitz des Gerichtes war Schöneck. Sein Gerichtsbezirk umfasste aus dem Kreis Berent der Stadtbezirk Schöneck, die Amtsbezirke Groß Paglau und Wenzkau, der Amtsbezirk Neugut ohne den Gemeindebezirk Schwarzhof und den Gutsbezirk Bonschek, aus dem Amtsbezirk Pogutken die Gutsbezirke Decka, Mallar und Weißbruch, aus dem Amtsbezirk Strippau den Gemeindebezirk Grenzacker sowie aus dem Amtsbezirk Wischin den Gemeindebezirk Schadrau und den Gutsbezirk Alt-Fietz. Am Gericht bestand 1880 eine Richterstelle. Das Amtsgericht war damit ein kleines Amtsgericht im Landgerichtsbezirk. Der Amtsgerichtsbezirk kam aufgrund des Versailler Vertrages 1919 überwiegend zu Polen (Groß Paglau kam zur Freien Stadt Danzig), und das Amtsgericht stellte seine Arbeit ein. Im Jahre 1939 wurde Polen deutsch besetzt. Im Rahmen der Neuorganisation der Gerichte in Ostdeutschland und im ehemaligen Polen wurden das Amtsgericht Schöneck neu gebildet und erneut dem Landgericht Danzig zugeordnet.
Im Jahre 1945 wurde der Amtsgerichtsbezirk unter polnische Verwaltung gestellt, und die deutschen Einwohner wurden vertrieben. Damit endete auch die Geschichte des Amtsgerichtes Schöneck.